# William Stuart Symington
William Stuart Symington Jr. (* 6. Februar 1870; † 19. Februar 1926) war ein US-amerikanischer Romanist.

## Leben und Werk
Symington wuchs in Baltimore auf, promovierte bei John Ernst Matzke an der Johns Hopkins University mit einer Arbeit über französisches Brauchtum (u. a. den Ersten Mai betreffend), ging mit seinem Lehrer an die Stanford University und war von 1895 bis 1903 Professor für romanische Sprachen am Amherst College. Er gab diese Laufbahn aus finanziellen Gründen auf, studierte Jura und wurde Richter in Baltimore.
William Stuart Symington war der Vater von US-Senator Stuart Symington und der Großvater des Kongressabgeordneten James W. Symington.